# Dekemvriana
La Dekemvriana (in greco Δεκεμβριανά?, "fatti di dicembre") si riferisce a una serie di scontri combattuti durante la seconda guerra mondiale ad Atene dal 3 dicembre 1944 all'11 gennaio 1945. Il conflitto è stato il culmine di mesi di tensione tra il Fronte di Liberazione Nazionale (EAM) comunista, alcune parti della sua ala militare, l'ELAS di stanza ad Atene, il KKE e l'OPLA da una parte e dall'altra il Governo greco, alcune parti dell'esercito reale ellenico, la gendarmeria ellenica, la polizia municipale, tra gli altri anche l'organizzazione X di estrema destra e l'esercito britannico.
Nonostante le tensioni tra sinistra e destra, nel maggio 1944 era stato grosso modo concordato nella Conferenza del Libano che tutte le fazioni non collaborazioniste avrebbero partecipato a un governo di unità nazionale; alla fine 6 ministri su 24 furono nominati dall'EAM. Inoltre, poche settimane prima del ritiro delle truppe tedesche nell'ottobre 1944, era stato riaffermato nell'Accordo di Caserta che tutte le forze collaborazioniste sarebbero state di conseguenza processate e punite e che tutte le forze di resistenza avrebbero partecipato alla formazione del nuovo esercito greco, sotto il comando degli inglesi. Eppure, il 1º dicembre, il comandante britannico Ronald Scobie ordinò il disarmo unilaterale dell'EAM-ELAS. I ministri dell'EAM si dimisero il 2 dicembre e l'EAM indisse una manifestazione nel centro di Atene il 3, chiedendo l'immediata punizione dei collaborazionisti battaglioni di sicurezza e il ritiro dell'"ordine Scobie". La polizia e la gendarmeria greche spararono alla manifestazione di circa 200 000 persone, causando la morte di 28 manifestanti e il ferimento di 148. Questi omicidi avviarono uno scontro armato in piena regola tra l'EAM e le forze governative all'inizio (che includevano i battaglioni di sicurezza), e durante la seconda metà di dicembre, tra l'EAM e le forze militari britanniche.
Gli scontri furono limitati ad Atene, mentre altrove in Grecia la situazione rimase tesa ma pacifica, ad eccezione dell'Epiro dove Aris Velouchiotis attaccò le forze di Napoleon Zervas.
La Dekemvriana si concluse con la sconfitta dell'EAM-ELAS, portando al suo disarmo nell'accordo di Varkiza che segnò la fine dell'ELAS. Questa prima sconfitta spezzò il potere dell'EAM. Questo, insieme al "Terrore rosso" istigato dall'EAM, fu seguito da un periodo di "Terrore bianco" contro la sinistra, che contribuì allo scoppio della guerra civile greca nel 1946. Gli scontri della Dekemvriana furono tra le battaglie più sanguinose della storia greca moderna, con un alto tasso di vittime di civili.

## Contesto
Nel 1944, i due principali movimenti di resistenza nella Grecia occupata, EDES e EAM-ELAS, vedevano l'un l'altro come il principale avversario. Entrambi riconobbero che era solo questione di tempo prima che i tedeschi evacuassero il paese. Per i comunisti, gli inglesi rappresentavano il loro principale avversario.

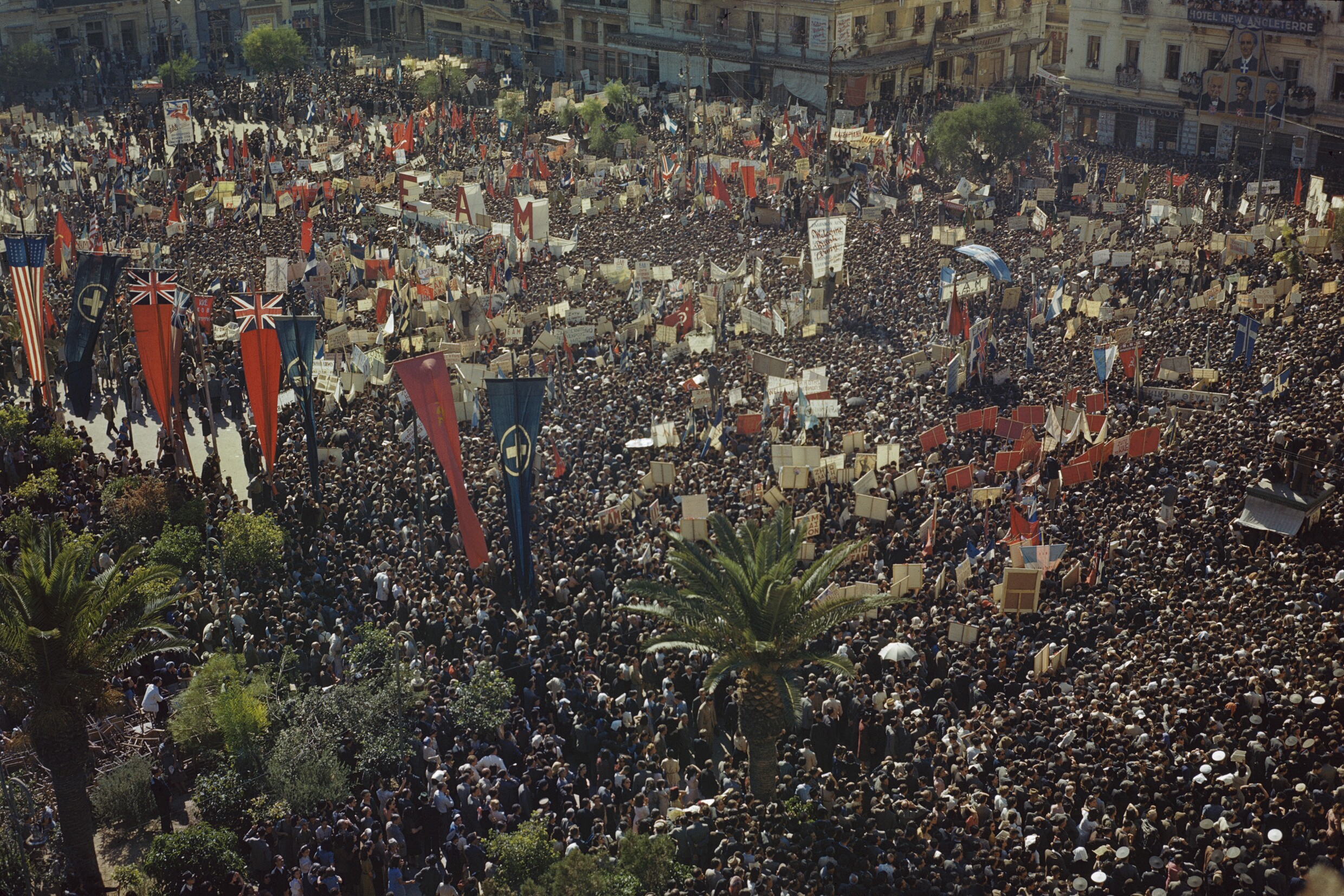
18 ottobre 1944: la folla celebra la liberazione dalle potenze dell'Asse e l'avvento del governo Papandreou.

Nell'estate del 1944, l’avanzata delle forze sovietiche in Romania e verso la Jugoslavia significava per i tedeschi presenti ancora nei Balcani il rischio di essere tagliati fuori. A settembre, gli eserciti del generale Fyodor Tolbukhin avanzarono in Bulgaria, costringendo alle dimissioni del governo filo-nazista del paese e all'instaurazione di un regime filo-comunista, e il ritiro delle truppe bulgare dalla Macedonia greca. Il ritiro dell'Asse, prima che il governo in esilio potesse tornare nel Paese, creò un vuoto di potere. Il governo in esilio, allora guidato dall'eminente liberale George Papandreou, si trasferì in Italia, in preparazione del suo ritorno in Grecia. In base all'accordo di Caserta del settembre 1944, tutte le forze di resistenza in Grecia dovevano essere poste sotto il comando di un ufficiale britannico, il generale Ronald Scobie.
Secondo lo storico Donny Gluckstein, Scobie cercò di ritardare il ritiro tedesco per impedire all'ELAS di stabilire il controllo del paese, citando il plenipotenziario tedesco Hermann Neubacher per questa affermazione.
Gli inglesi arrivarono in Grecia in ottobre (Operazione Manna) con il governo greco in esilio e alcune unità dell'esercito greco, guidate dal generale Thrasyvoulos Tsakalotos. A quel punto, i tedeschi erano in piena ritirata e la maggior parte del territorio della Grecia era già stata liberata dai partigiani greci.
Il 13 ottobre, le truppe britanniche entrarono ad Atene e Papandreou e i suoi ministri li seguirono sei giorni dopo. Re Giorgio II rimase al Cairo perché Papandreou aveva promesso che il futuro della monarchia sarebbe stato deciso tramite referendum.
C'era ben poco da impedire all'ELAS di assumere il pieno controllo del paese. Con la ritirata tedesca, le unità dell'ELAS avevano preso il controllo delle campagne e della maggior parte delle città. Tuttavia, non presero il pieno controllo perché la leadership del KKE fu istruita dall'Unione Sovietica a non far precipitare una crisi che avrebbe potuto mettere a repentaglio l'unità degli Alleati e mettere a rischio i più grandi obiettivi di Stalin del dopoguerra. A differenza dei loro leader, i combattenti e la base dell'ELAS non erano a conoscenza di queste istruzioni, e divenne una fonte di conflitto sia all'interno dell'EAM che dell'ELAS.
Seguendo le istruzioni di Stalin, la dirigenza del KKE cercò di evitare uno scontro con il governo Papandreou. La maggior parte dei membri dell'ELAS vedeva gli inglesi come liberatori nonostante alcuni leader del KKE, come Andreas Tzimas e Aris Velouchiotis. Tzimas era in contatto con il leader comunista jugoslavo Josip Broz Tito e non era d'accordo con la cooperazione dell'ELAS con le forze britanniche.
La questione del disarmo delle organizzazioni di resistenza fu causa di attrito tra il governo Papandreou e i suoi membri dell'EAM. Consigliato dall'ambasciatore britannico Reginald Leeper, Papandreou chiese il disarmo di tutte le forze armate a eccezione della Ieròs Lòchos e della 3ª Brigata di montagna greca, che si erano formate in seguito alla soppressione dell'ammutinamento in Egitto dell'aprile 1944, e di due corpi di pari numero dell'ELAS e dell'EDES che avrebbero preso parte alle operazioni contro i tedeschi (ancora occupanti Creta), come la costituzione di una Guardia Nazionale sotto il controllo del governo.
L'EAM, credendo che avrebbe lasciato indifesi i guerriglieri dell'ELAS contro le milizie anticomuniste, presentò un piano alternativo di disarmo totale e simultaneo. Papandreou respinse questo piano, causando le dimissioni dei ministri dell'EAM dal governo il 2 dicembre.
Il 1º dicembre Scobie emise un proclama che chiedeva lo scioglimento dell'ELAS. Il comando dell'ELAS era la più grande fonte di forza del KKE e il leader del KKE Siantos decise che la richiesta di scioglimento dell'ELAS doveva essere respinta.
L'influenza di Tito potrebbe aver giocato un ruolo nella resistenza dell'ELAS al disarmo. Tito era esteriormente fedele a Stalin, ma era arrivato al potere con i suoi mezzi e credeva che i comunisti in Grecia avrebbero dovuto fare lo stesso. La sua influenza, tuttavia, non aveva impedito alla dirigenza dell'EAM di mettere le sue forze sotto il comando di Scobie un paio di mesi prima, in linea con l'Accordo di Caserta. Nel frattempo, seguendo le istruzioni di Georgios Grivas, i membri dell'Organizzazione X avevano stabilito avamposti nel centro di Atene e avevano resistito all'EAM per diversi giorni fino all'arrivo delle truppe britanniche, come era stato promesso al loro capo.

## Gli eventi
Secondo l'accordo di Caserta, tutte le forze greche erano sotto il comando alleato di Scobie. Il 1º dicembre 1944, il governo greco di "Unità nazionale" sotto Georgios Papandreou e il gen. Scobie (capo britannico delle forze alleate in Grecia in quel momento) annunciò un ultimatum per il disarmo generale di tutte le forze guerrigliere entro il 10 dicembre, escluse quelle alleate al governo (la 3ª brigata greca da montagna e la Ieròs Lòchos) e anche una parte dell'EDES ed ELAS che sarebbero state utilizzate nelle operazioni alleate a Creta e nel Dodecaneso (ancora sotto l'occupazione tedesca), qualora necessario. Di conseguenza, il 2 dicembre, sei ministri dell'EAM, la maggior parte dei quali membri del KKE, si dimisero dalle loro cariche nel governo di "Unità Nazionale". L'EAM indisse uno sciopero generale e una manifestazione davanti al parlamento greco per il giorno successivo, il 3 dicembre.

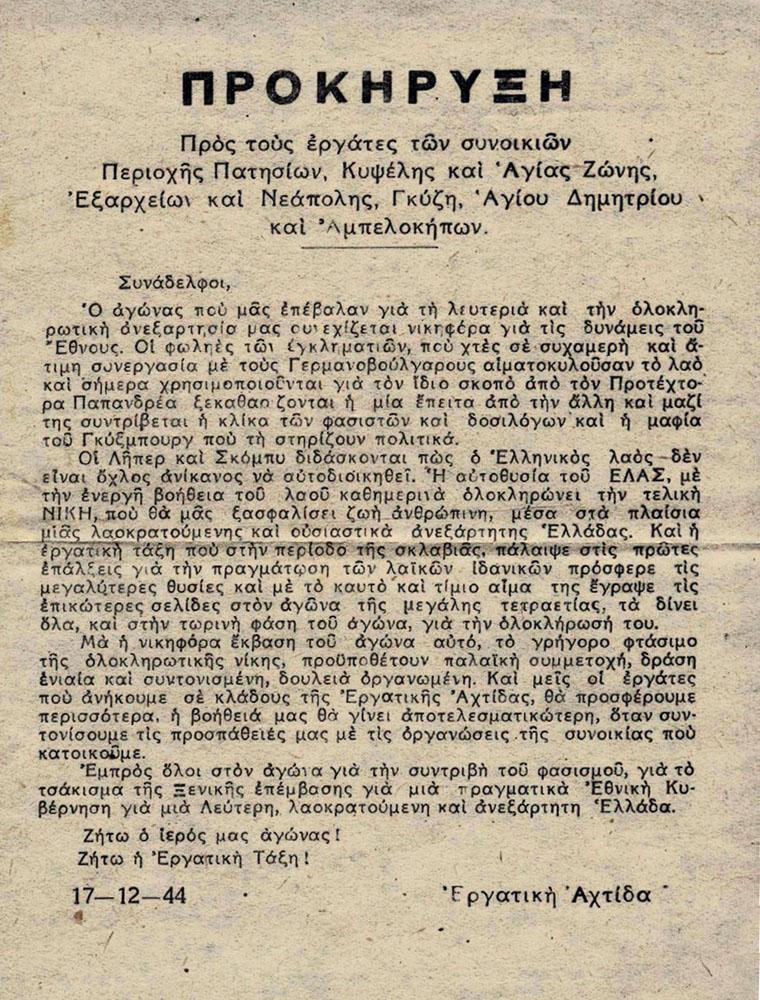
L'ELAS pubblicò un opuscolo invitando i lavoratori di luoghi limitrofi di Atene a combattere contro il governo greco e i loro alleati britannici (17 dicembre)

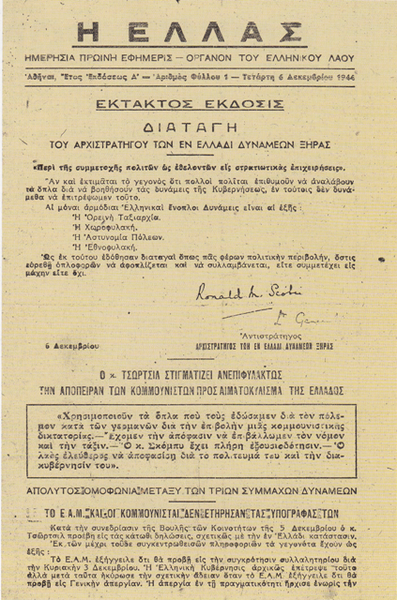
Un ordine del generale Scobie firmato e stampato sul quotidiano governativo "Η ΕΛΛΑΣ" (6 dicembre), imponendo l'ultimatum del governo (1º dicembre) per il disarmo immediato di tutte le forze guerrigliere non alleate al governo.

La manifestazione coinvolse almeno 200 000 persone in marcia su via Panepistimiou verso piazza Syntagma. I carri armati britannici e le unità di polizia greche erano stati disseminati nell'area, bloccando la strada ai manifestanti.
Le sparatorie iniziarono quando i manifestanti erano arrivati alla Tomba del Milite Ignoto, di fronte al Palazzo Reale, sopra Piazza Syntagma. Provenivano dalle strade, dall'edificio della Questura, dal Parlamento (Vouli), dall'Hotel Grande Bretagne (dove si erano stabiliti gli osservatori internazionali) e da altri edifici governativi. Tra le tante testimonianze, N. Farmakis, allora membro quindicenne dell'Anti-EAM Organizzazione X che partecipò alle sparatorie, descrisse di aver visto il capo della polizia Angelos Evert dare l'ordine di aprire il fuoco sulla folla, mediante un fazzoletto sventolato dalla finestra. Ai tiratori scelti era stato dato un ordine permanente, secondo Farmakis, "Non sparare mentre stanno marciando, almeno fino alla tomba del Milite Ignoto. Quando marciano verso la Tomba del Milite Ignoto, apri il fuoco!" Sebbene non ci siano resoconti che suggeriscono che la folla possedesse effettivamente armi da fuoco, il comandante britannico Woodhouse insistette sul fatto che non era certo se i primi colpi fossero stati sparati dalla polizia o dai manifestanti. Il fotografo di LIFE Dmitri Kessel, che assistette alla sparatoria, riferì che la "polizia sparò senza una provocazione". Più di 28 manifestanti furono uccisi e 148 rimasero feriti. Questo segnò l'inizio della Dekemvriana (in greco Δεκεμβριανά?, "i fatti di dicembre"), un periodo di 37 giorni di combattimenti su vasta scala ad Atene tra i combattenti dell'EAM e parti più piccole dell'ELAS e le forze dell'esercito britannico e del governo.

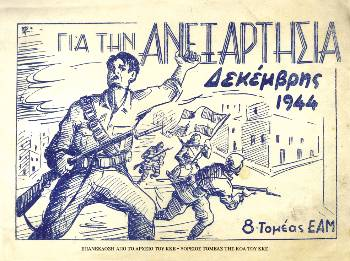
Disegno EAM/ELAS sulla battaglia

All'inizio il governo aveva solo pochi poliziotti e gendarmi, alcune unità di milizia, la 3ª Brigata di montagna greca distinta nell'offensiva della Linea Gotica in Italia, che però mancava di armi pesanti,  e il gruppo monarchico Organizzazione X, noto anche come "Chítes", accusato dall'EAM di collaborare con i nazisti. Di conseguenza, gli inglesi intervennero a sostegno del governo greco, schierando artiglieria e aerei per rafforzare la loro posizione mentre la battaglia si avvicinava alle sue ultime fasi.
Nelle prime ore del mattino del 4 dicembre, i riservisti dell'ELAS iniziarono le operazioni nell'area Atene-Pireo, attaccando le forze di Grivas e molte stazioni di polizia. In serata si svolse una manifestazione pacifica e un corteo funebre dei membri dell'EAM. Le forze governative non intervennero, ma il corteo venne attaccato dai Chites guidati dal colonnello Grivas, causando oltre 100 morti. Sempre il 4 dicembre, Papandreou diede le sue dimissioni al comandante britannico, il gen. Scobie, che le rifiutò.
Fino al 12 dicembre, l'ΕΑΜ aveva il controllo della maggior parte di Atene, del Pireo e dei sobborghi. Il governo e le forze britanniche erano confinate solo nel centro di Atene, in una zona che i guerriglieri chiamavano ironicamente Scobia (paese di Scobie).
I britannici, allarmati dai successi iniziali dell'EAM/ELAS e in inferiorità numerica, volarono dall'Italia con la 4ª divisione di fanteria indiana come rinforzi di emergenza. Trasferirono anche John Hawkesworth dall'Italia ad Atene, come assistente di Scobie, che presto prese il comando generale.
Sebbene gli inglesi stessero apertamente combattendo contro l'EAM ad Atene, non c'erano tali battaglie nel resto delle grandi città. In alcuni casi, come Volos, alcune unità della RAF consegnarono persino l'equipaggiamento ai caccia ELAS. Sembra che l'ELAS abbia inizialmente preferito evitare uno scontro armato con le forze britanniche e in seguito cercato di ridurre il più possibile il conflitto, sebbene anche la scarsa comunicazione tra le sue numerose unità indipendenti in tutto il paese potrebbe aver avuto un ruolo. Questo potrebbe spiegare le schermaglie simultanee con gli inglesi, le operazioni su larga scala dell'ELAS contro i trotskisti, gli anarchici e gli altri dissidenti politici ad Atene e le molte decisioni contraddittorie dei leader dell'EAM. Videlicet, la leadership del KKE, sostenne una dottrina di "unità nazionale" mentre membri eminenti, come Leonidas Stringos, Theodoros Makridis e persino Georgios Siantos, stavano creando piani rivoluzionari. Ancora più curiosamente, Tito era sia il principale sponsor del KKE che un importante alleato britannico, dovendo la sua sopravvivenza fisica e politica nel 1944 all'assistenza britannica.

## Churchill ad Atene

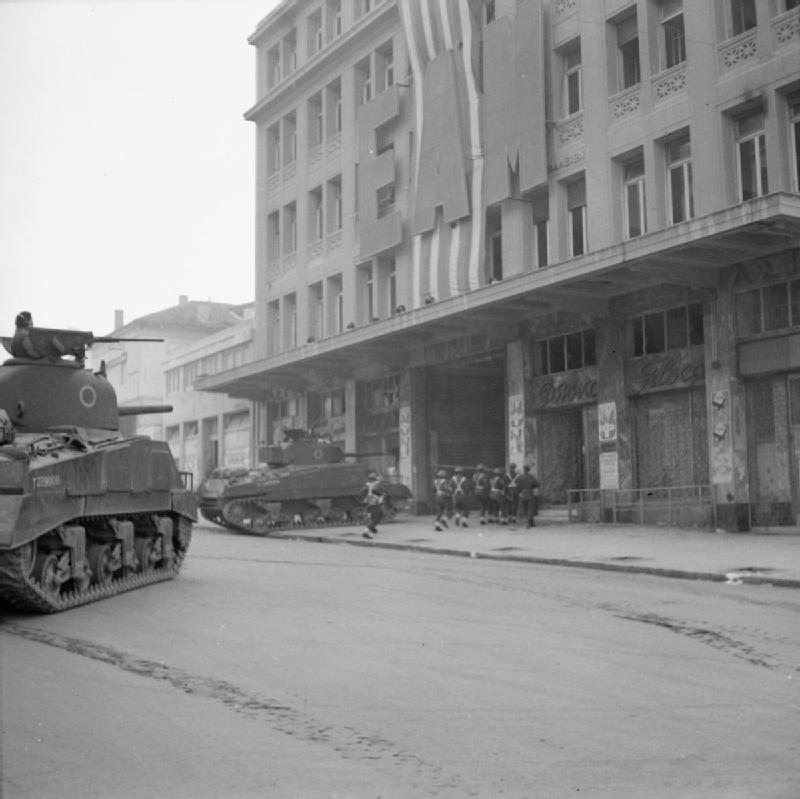
Carri armati britannici e soldati fuori da un edificio dell'EAM

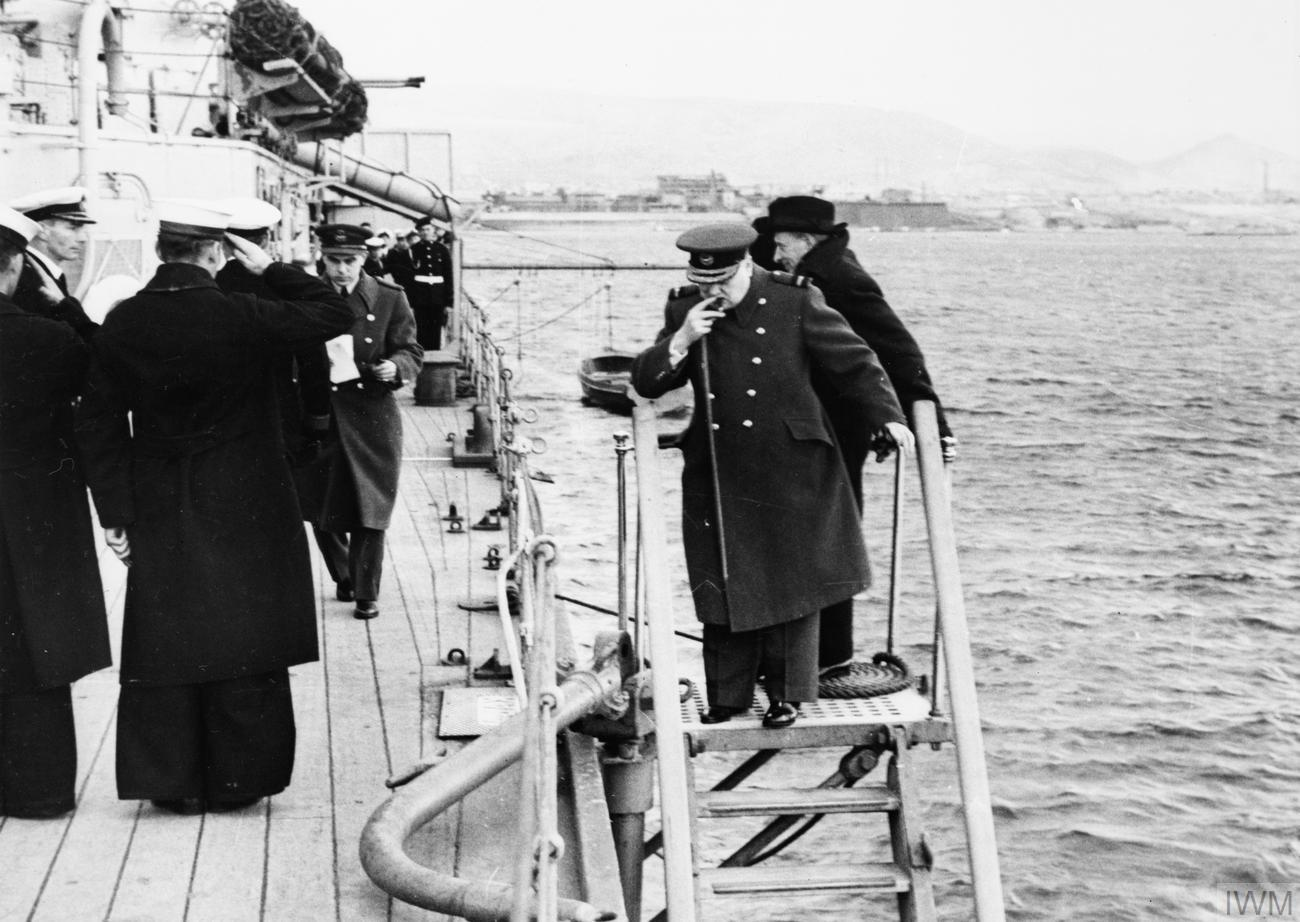
Churchill ad Atene, dicembre 1944

Questo scoppio di combattimenti tra le forze alleate e un movimento di resistenza europeo anti-tedesco mentre la guerra in Europa era ancora in corso fu un serio problema politico per il governo di coalizione di Churchill in Gran Bretagna e causò molte proteste nella stampa britannica e nella Camera dei Comuni. Per dimostrare al pubblico le sue intenzioni di pacificazione, Churchill si recò ad Atene con il generale Alexander, Anthony Eden e Harold Macmillan a Natale (25 dicembre), per presiedere una conferenza per giungere a un accordo, alla quale parteciparono anche rappresentanti sovietici (Popov).
La conferenza si sarebbe tenuta all'Hotel Grande Bretagne. Più tardi, si seppe che c'era un piano dell'EAM per far saltare in aria l'edificio, con l'obiettivo di uccidere i partecipanti, che fu infine cancellato. La conferenza si svolse invece a Phaliro, sull'incrociatore Ajax. Da parte greca Siantos, Partsalidis, Mantakas e Sofianopoulos presero parte per l'EAM e Regent Damaskinos, Papandreou, Panagiotis Kanellopoulos, Sofoulis, Kafantaris, Dimitris Maximos, Stefanos Stefanopoulos, Gonatas, Tsaldaris e come personalità speciale Nikolaos Plastiras per il governo. L'incontro fallì perché le richieste EAM/ELAS vennero considerate eccessive.
Nel frattempo, l'Unione Sovietica rimase passiva sugli sviluppi in Grecia. Fedele all'accordo informale sulle percentuali stipulate tra Stalin e Churchill che collocava la Grecia nella sfera di influenza britannica, la delegazione sovietica in Grecia non incoraggiò né scoraggiò le ambizioni dell'EAM. Il capo della delegazione si guadagnò il soprannome di "sfinge" tra gli ufficiali comunisti locali per non aver fornito alcun indizio sulle intenzioni sovietiche. La Pravda non menzionò affatto gli scontri.

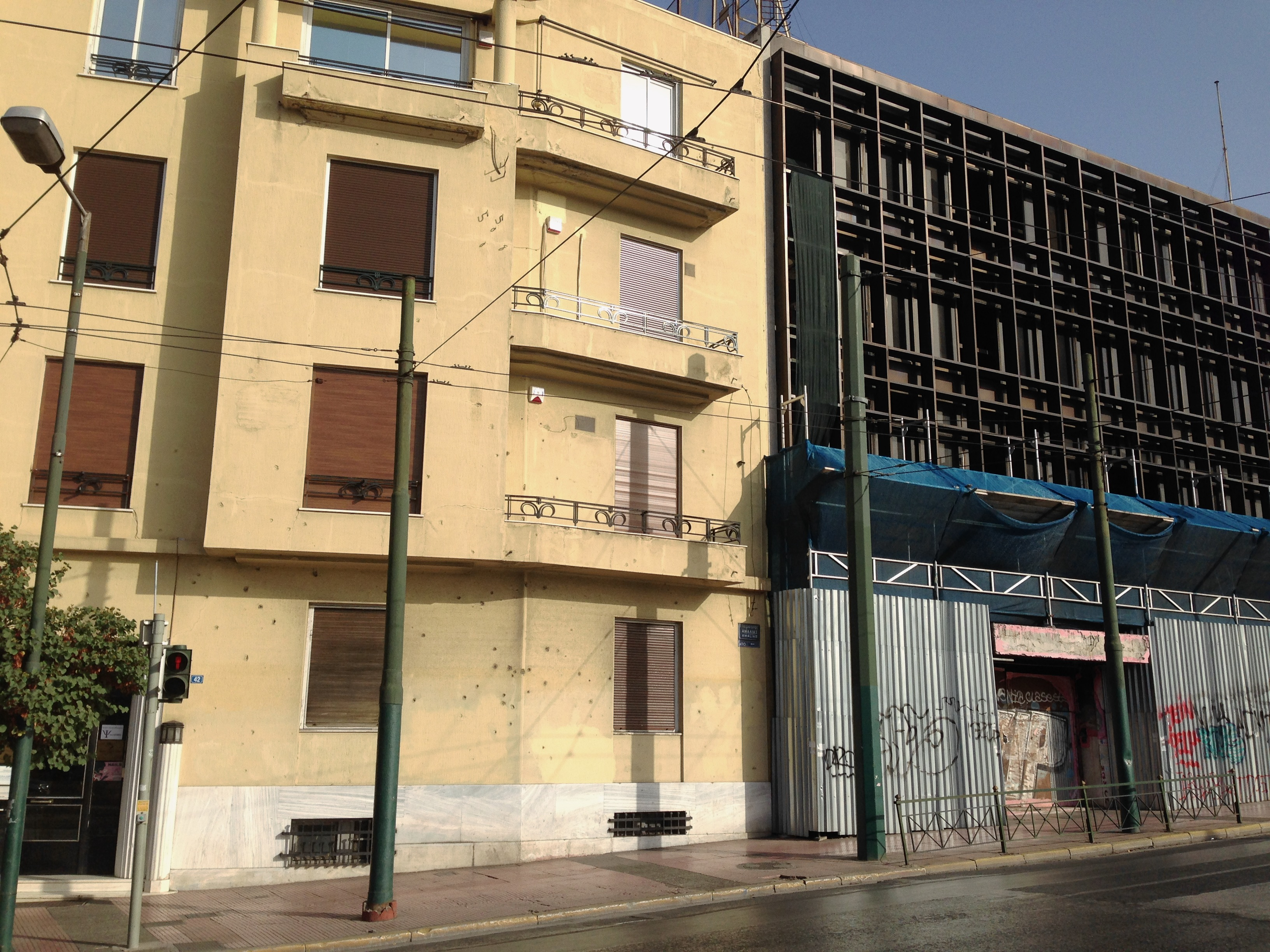
Edificio con fori di proiettile da Dekemvriana ad Atene (2014)

All'inizio di gennaio, le forze dell'EAM persero la battaglia. Nonostante l'intervento di Churchill, Papandreou si dimise e fu sostituito dal generale Nikolaos Plastiras. Il 15 gennaio 1945, Scobie accettò un cessate il fuoco in cambio del ritiro dell'ELAS dalle sue posizioni a Patrasso e Salonicco e della sua smobilitazione nel Peloponneso.

## Conseguenze
I guerriglieri comunisti, guidati da Siantos, evacuarono la capitale prendendo migliaia di ostaggi. Durante il loro ritiro nella Grecia centrale, molti di loro morirono per il freddo o per le difficoltà. Circa 13 000 membri dell'EAM/ELAS erano stati anche arrestati dai britannici e consegnati alle autorità greche.
Il nuovo governo di Plastiras e il partito comunista firmarono nel febbraio 1945 il Trattato di Varkiza in un tentativo di accordo.
Il 25 gennaio 1945 ad Atene fu trovata una fossa comune di circa 200 persone. Gli esaminatori stimarono che i corpi avessero un'età compresa tra un mese e 6 settimane, il che si allinea con il periodo di occupazione dell'area da parte dell'ELAS. Nessuno dei 200 fu giustiziato con un colpo di pistola, ma con accette, strumenti contundenti o tramite lapidazione.

## Partecipanti coinvolti
I partecipanti nella parte dell'EAM/ELAS includevano tra gli altri Kostas Axelos, Iannis Xenakis, Manolis Glezos, Apostolos Santas, Mikis Theodorakis, Memos Makris Aimilios Veakis, Dimitris Partsalidis, Helene Ahrweiler e Nikos Koundouros.
I partecipanti nella parte governo/britannici includevano Anastasios Peponis, Stylianos Pattakos, Konstantinos Ventiris e Panagiotis Spiliotopoulos.